# جاي جاي جونز
جاي جاي جونز (بالإنجليزية: J. J. Jones)‏ هو لاعب كرة قدم أمريكية أمريكي، ولد في 16 أبريل 1952 في ممفيس في الولايات المتحدة، وتوفي في 9 يوليو 2009 في سياتل في الولايات المتحدة.

## وصلات خارجية
- جاي جاي جونز على موقع مرجع كرة القدم المحترفة.كوم (الإنجليزية)